# 317-я истребительная авиационная дивизия
317-я истреби́тельная авиацио́нная диви́зия ПВО — соединение Военно-Воздушных сил (ВВС) РККА Вооружённых Сил Союза ССР, принимавшее участие в боевых действиях Великой Отечественной войны, выполнявшее задачи противовоздушной обороны (ПВО).
Сокращённое действительное наименование, в служебных документах — 317 иад, 317 иад ПВО

## Наименования дивизии
- 317-я истребительная авиационная дивизия;
- 317-я истребительная авиационная дивизия ПВО;
- Войсковая часть (Полевая почта) 74444[1].

## Создание дивизии
317-я истребительная авиационная дивизия сформирована приказом Наркома обороны Союза ССР в июне 1943 года приданием истребительных авиационных полков из состава 6-го истребительного авиационного корпуса ПВО в составе 1-й воздушной истребительной армии ПВО Московского фронта ПВО.

## Расформирование дивизии
317-я истребительная авиационная дивизия была расформирована 9 июня 1946 года в составе Московского истребительного авиационного кропуса ПВО 19-й воздушной истребительной армии ПВО.

## В действующей армии
В составе действующей армии:
- с 26 июня 1943 года по 1 октября 1943 года.

## Командир дивизии
| Звание    | Имя                       | Период                  | Примечание |
| --------- | ------------------------- | ----------------------- | ---------- |
| Полковник | Баланов Никифор Федотович | 30.06.1943 — 28.07.1944 |            |
| Полковник | Баранов Павел Николаевич  | 28.08.1944 — 01.09.1946 |            |

## В составе объединений
| Дата          | Фронт (округ)         | Армия)                                  | Корпус (дивизия ПВО)                                                                          | Примечания |
| ------------- | --------------------- | --------------------------------------- | --------------------------------------------------------------------------------------------- | ---------- |
| 26.06.1943 г. | Московский фронт ПВО  | 1-я воздушная истребительная армия ПВО  | -                                                                                             | -          |
| 10.07.1943 г. | Западный фронт ПВО    | 1-я воздушная истребительная армия ПВО  | -                                                                                             | -          |
| 21.04.1944 г. | Северный фронт ПВО    | 1-я воздушная истребительная армия ПВО  | -                                                                                             | -          |
| 24.12.1944 г. | Войска ПВО страны     | 1-я воздушная истребительная армия ПВО  | -                                                                                             | -          |
| 01.01.1945 г. | Центральный фронт ПВО | 1-я воздушная истребительная армия ПВО  | -                                                                                             | -          |
| 09.05.1945 г. | Центральный фронт ПВО | 1-я воздушная истребительная армия ПВО  | -                                                                                             | -          |
| 10.06.1945 г. | Войска ПВО страны     | 1-я воздушная истребительная армия ПВО  | -                                                                                             | -          |
| 01.02.1946 г. | Центральный округ ПВО | 19-я воздушная истребительная армия ПВО | Московский истребительный авиационный корпус ПВО (33-й истребительный авиационный корпус ПВО) | -          |
| 09.06.1946 г. | Центральный округ ПВО | 19-я воздушная истребительная армия ПВО | Московский истребительный авиационный корпус ПВО (33-й истребительный авиационный корпус ПВО) | -          |

## Части и отдельные подразделения дивизии
За весь период своего существования боевой состав дивизии претерпевал изменения, в различное время в её состав входили полки:
| Период                        | Части                                            | Примечание                      |
| ----------------------------- | ------------------------------------------------ | ------------------------------- |
| 03.02.1945 г. — 01.02.1946 г. | 12-й гвардейский истребительный авиационный полк | Передан в состав 94 иад ПВО     |
| 09.06.1943 г. — 07.05.1945 г. | 34-й истребительный авиационный полк             | убыл в состав 147 иад ПВО       |
| 09.06.1943 г. — 01.08.1944 г. | 67-й истребительный авиационный полк             | вошёл в состав 319 гв. иад ПВО  |
| 28.07.1944 г. — 03.05.1945 г. | 488-й истребительный авиационный полк            | Передан в состав 318 иад ПВО    |
| 28.07.1943 г. — 04.10.1944 г. | 126-й истребительный авиационный полк            | Передан в состав 124 иад ПВО    |
| 03.05.1945 г. — 01.07.1946 г. | 562-й истребительный авиационный полк            | Передан в состав 315 иад ПВО    |
| 09.06.1943 г. — 09.06.1946 г. | 736-й истребительный авиационный полк            | расформирован в составе дивизии |

## Участие в операциях и битвах
- прикрытие войск и объектов тыла

## Базирование
Штаб и управление дивизии располагались в городе Клин Московской области.